# San Juan Yaeé
San Juan Yaeé là một đô thị thuộc bang Oaxaca, Mexico. Năm 2005, dân số của đô thị này là 1495 người.